# Medagliate ai campionati europei di sollevamento pesi
Questa è la lista delle medagliate femminili ai campionati europei di sollevamento pesi, organizzati dalla EWF dal 1988, suddivise per categorie di peso.

## Introduzione
Pesi mosca
- 44 kg: 1988–1992
- 46 kg: 1993–1997
- non disputata: 1998–2018
- 45 kg: 2019–2025

Pesi gallo
- 48 kg: 1988–1992
- 50 kg: 1993–1997
- 48 kg: 1998–2018
- 49 kg: 2019–2025
- 48 kg: 2026–

Pesi piuma
- 52 kg: 1988–1992
- 54 kg: 1993–1997
- 53 kg: 1998–2018
- 55 kg: 2019–2025
- 53 kg: 2026–

Pesi leggeri
- 56 kg: 1988–1992
- 59 kg: 1993–1997
- 58 kg: 1998–2018
- 59 kg: 2019–2025
- 58 kg: 2026–

Pesi medi
- 60 kg: 1988–1992
- 64 kg: 1993–1997
- 63 kg: 1998–2018
- 64 kg: 2019–2025
- 63 kg: 2026–

Pesi massimi leggeri
- 67,5 kg: 1988–1992
- 70 kg: 1993–1997
- 69 kg: 1998–2018
- 71 kg: 2019–2025
- 69 kg: 2026–

Pesi mediomassimi
- 75 kg: 1988–1992
- 76 kg: 1993–1997
- non disputata: 1998–2016
- 75 kg: 2017–2018
- 76 kg: 2019–2025
- 77 kg: 2026–

Pesi massimi primi
- non disputata: 1988–2018
- 81 kg: 2019–2025

Pesi massimi
- 82,5 kg: 1988–1992
- 83 kg: 1993–1997
- 75 kg: 1998–2016
- 90 kg: 2017–2018
- 87 kg: 2019–2025
- 86 kg: 2026–

Pesi supermassimi
- Oltre 82,5 kg: 1988–1992
- Oltre 83 kg: 1993–1997
- Oltre 75 kg: 1998–2016
- Oltre 90 kg: 2017–2018
- Oltre 87 kg: 2019–2025
- Oltre 86 kg: 2026–

Medagliere
Plurimedagliate

## Pesi mosca
La categoria dei pesi mosca non venne inclusa nel programma dal 1998 al 2018. Ha cambiato per tre volte il limite di peso ed è stata presente per 16 edizioni.
Cronologia limite peso
| Limite       | Periodo   |
| ------------ | --------- |
| Fino a 44 kg | 1988–1992 |
| Fino a 46 kg | 1993–1997 |
| Fino a 45 kg | 2019–2025 |

Albo d'oro
| Anno | Luogo                  | Oro                  | Argento              | Bronzo              |
| ---- | ---------------------- | -------------------- | -------------------- | ------------------- |
| 1988 | Città di San Marino    | Roberta Sforza       | Marie Hilton         | Heta Haukinen       |
| 1989 | Manchester             | Csilla Földi         | Roberta Sforza       | Danila Manca        |
| 1990 | Santa Cruz de Tenerife | Csilla Földi         | Eulália Romão        | Ángeles Suárez      |
| 1991 | Varna                  | Csilla Földi         | Danila Manca         | Pepa Demireva       |
| 1992 | Loures                 | Csilla Földi         | Eulália Romão        | Blanca Fernández    |
| 1993 | Valencia               | Csilla Földi         | Blanca Fernández     | Danila Manca        |
| 1994 | Roma                   | Donka Minčeva        | Ljubov' Aver'janova  | Csilla Földi        |
| 1995 | Beer Sheva             | Donka Minčeva        | Blanca Fernández     | Ljubov' Aver'janova |
| 1996 | Praga                  | Donka Minčeva        | Estefanía Juan Tello | Esma Can            |
| 1997 | Siviglia               | Estefanía Juan Tello | Ljubov' Aver'janova  | Donka Minčeva       |
| 2019 | Batumi                 | Şaziye Erdoğan       | Ivana Petrova        | Julija Asajonak     |
| 2021 | Mosca                  | Nadežda Nguen        | Ivana Petrova        | Melisa Güneş        |
| 2022 | Tirana                 | Şaziye Erdoğan       | Cansu Bektaş         | Radmila Zagorac     |
| 2023 | Erevan                 | Cansu Bektaş         | Adriana Pană         | Marta García Rincón |
| 2024 | Sofia                  | Cansu Bektaş         | Gamze Altun          | Marta García Rincón |
| 2025 | Chișinău               | Cansu Bektaş         | Marta García Rincón  | Gamze Altun         |

## Pesi gallo
La categoria dei pesi gallo è stata sempre inclusa nel programma e ha cambiato per cinque volte il limite di peso.
Cronologia limite peso
| Limite       | Periodo   |
| ------------ | --------- |
| Fino a 48 kg | 1988–1992 |
| Fino a 50 kg | 1993–1997 |
| Fino a 48 kg | 1998–2018 |
| Fino a 49 kg | 2019–2025 |
| Fino a 48 kg | 2026–     |

Albo d'oro
| Anno | Luogo                  | Oro                  | Argento                | Bronzo                 |
| ---- | ---------------------- | -------------------- | ---------------------- | ---------------------- |
| 1988 | Città di San Marino    | Sara Duarte          | Judit Kósa             | Petra Steinböck        |
| 1989 | Manchester             | Katerina Karadžova   | María Dolores Sotoca   | Sara Duarte            |
| 1990 | Santa Cruz de Tenerife | María Dolores Sotoca | Sara Duarte            | Pepa Demireva          |
| 1991 | Varna                  | Izabela Rifatova     | Donka Minčeva          | María Dolores Sotoca   |
| 1992 | Loures                 | Donka Minčeva        | María Dolores Sotoca   | Sara Duarte            |
| 1993 | Valencia               | Anna Stroumbou       | Sijka Stoeva           | María Dolores Sotoca   |
| 1994 | Roma                   | Izabela Rifatova     | Anna Stroumbou         | Sijka Stoeva           |
| 1995 | Beer Sheva             | Anna Stroumbou       | Csilla Földi           | Stéphanie Machefaux    |
| 1996 | Praga                  | Izabela Dragneva     | Sijka Stoeva           | Csilla Földi           |
| 1997 | Siviglia               | Esma Can             | Izabela Dragneva       | Rebeca Sires Rodríguez |
| 1998 | Riesa                  | Donka Minčeva        | Sijka Stoeva           | Aniko Ajkai            |
| 1999 | La Coruña              | Donka Minčeva        | Sijka Stoeva           | Gema Peris             |
| 2000 | Sofia                  | Donka Minčeva        | Eva Giganti            | Olena Zinovijeva       |
| 2001 | Trenčín                | Gema Peris           | Snežana Popova         | Maria José Tocino      |
| 2002 | Adalia                 | Olena Zinovijeva     | Svetlana Ul'janova     | Nurcan Taylan          |
| 2003 | Loutraki               | Svetlana Ul'janova   | Olena Zinovijeva       | Gema Peris             |
| 2004 | Kiev                   | Izabela Dragneva     | Svetlana Ul'janova     | Rebeca Sires Rodríguez |
| 2005 | Sofia                  | Svetlana Ul'janova   | Rebeca Sires Rodríguez | Donka Minčeva          |
| 2006 | Władysławowo           | Estefanía Juan Tello | Svetlana Ul'janova     | Genny Pagliaro         |
| 2007 | Strasburgo             | Estefanía Juan Tello | Nurcan Taylan          | Genny Pagliaro         |
| 2008 | Lignano Sabbiadoro     | Nurcan Taylan        | Sibel Özkan            | Genny Pagliaro         |
| 2009 | Bucarest               | Cristina Iovu        | Marzena Karpińska      | Genny Pagliaro         |
| 2010 | Minsk                  | Marzena Karpińska    | Şaziye Okur            | Genny Pagliaro         |
| 2011 | Kazan'                 | Nurdan Karagöz       | Genny Pagliaro         | Marzena Karpińska      |
| 2012 | Adalia                 | Marzena Karpińska    | Nurdan Karagöz         | Silvija Angelova       |
| 2013 | Tirana                 | Genny Pagliaro       | Jana Djačenko          | Anaïs Michel           |
| 2014 | Tel Aviv               | Genny Pagliaro       | Marzena Karpińska      | Jana Djačenko          |
| 2015 | Tbilisi                | Sibel Özkan          | Nurcan Taylan          | Genny Pagliaro         |
| 2016 | Førde                  | Sibel Özkan          | Genny Pagliaro         | Monica Csengeri        |
| 2017 | Spalato                | Anaïs Michel         | Monica Csengeri        | Elena Andrieș          |
| 2018 | Bucarest               | Elena Andrieș        | Anaïs Michel           | Daniela Pandova        |
| 2019 | Batumi                 | Elena Andrieș        | Kristina Sobol'        | Giorgia Russo          |
| 2021 | Mosca                  | Monica Csengeri      | Kristina Sobol'        | Mihaela Cambei         |
| 2022 | Tirana                 | Giulia Imperio       | Anhelina Lomačyns'ka   | María Giménez-Guervós  |
| 2023 | Erevan                 | Mihaela Cambei       | Giulia Imperio         | Anhelina Lomačyns'ka   |
| 2024 | Sofia                  | Mihaela Cambei       | Oliwia Drzazga         | Tham Nguyen            |
| 2025 | Chișinău               | Mihaela Cambei       | Lucia González Borrego | Radmila Zagorac        |

## Pesi piuma
La categoria dei pesi piuma è stata sempre inclusa nel programma e ha cambiato per cinque volte il limite di peso.
Cronologia limite peso
| Limite       | Periodo   |
| ------------ | --------- |
| Fino a 52 kg | 1988–1992 |
| Fino a 54 kg | 1993–1997 |
| Fino a 53 kg | 1998–2018 |
| Fino a 55 kg | 2019–2025 |
| Fino a 53 kg | 2026–     |

Albo d'oro
| Anno | Luogo                  | Oro                   | Argento               | Bronzo                  |
| ---- | ---------------------- | --------------------- | --------------------- | ----------------------- |
| 1988 | Città di San Marino    | Pauline Haughton      | Sandra Gómez          | Edina Jung              |
| 1989 | Manchester             | Sijka Stoeva          | Caroline Arno         | Claudia Dola            |
| 1990 | Santa Cruz de Tenerife | Sijka Stoeva          | Pauline Haughton      | Žaneta Georgieva        |
| 1991 | Varna                  | Žaneta Georgieva      | Sijka Stoeva          | Anna Stroumbou          |
| 1992 | Loures                 | Neli Jankova          | Sijka Stoeva          | Anna Stroumbou          |
| 1993 | Valencia               | Žaneta Georgieva      | Konstantina Misirli   | Aurore Ernault          |
| 1994 | Roma                   | Neli Jankova          | Žaneta Georgieva      | Konstantina Misirli     |
| 1995 | Beer Sheva             | Neli Jankova          | Konstantina Misirli   | Marina Kartašova        |
| 1996 | Praga                  | Neshlian Demiroz      | Neli Jankova          | Evdokia Chatzīavramidou |
| 1997 | Siviglia               | Neli Jankova          | Neshlian Demiroz      | Dagmar Daneková         |
| 1998 | Riesa                  | Izabela Dragneva      | Dagmar Daneková       | Anna Stroumbou          |
| 1999 | La Coruña              | Izabela Dragneva      | Estefanía Juan Tello  | Rebeca Sires Rodríguez  |
| 2000 | Sofia                  | Izabela Dragneva      | Estefanía Juan Tello  | Sijka Stoeva            |
| 2001 | Trenčín                | Emine Bilgin          | Dagmar Daneková       | Estefanía Juan Tello    |
| 2002 | Adalia                 | Aylin Daşdelen        | Emine Bilgin          | Anikó Ajkay             |
| 2003 | Loutraki               | Nurcan Taylan         | Izabela Dragneva      | Mărioara Munteanu       |
| 2004 | Kiev                   | Nurcan Taylan         | Mărioara Munteanu     | Anastasija Novikava     |
| 2005 | Sofia                  | Mărioara Munteanu     | Natalija Trocenko     | Estefanía Juan Tello    |
| 2006 | Władysławowo           | Mărioara Munteanu     | Natalija Trocenko     | Virginie Lachaume       |
| 2007 | Strasburgo             | Mărioara Munteanu     | Natalija Trocenko     | Svetlana Ul'janova      |
| 2008 | Lignano Sabbiadoro     | Natalija Trocenko     | María de la Puente    | Julia Rohde             |
| 2009 | Bucarest               | Natalija Trocenko     | Aylin Daşdelen        | Emine Bilgin            |
| 2010 | Minsk                  | Aylin Daşdelen        | Bojanka Kostova       | Valjancina Ljachavec    |
| 2011 | Kazan'                 | Aylin Daşdelen        | Julia Rohde           | Ayşegül Çoban           |
| 2012 | Adalia                 | Cristina Iovu         | Aylin Daşdelen        | Svetlana Čeremšanova    |
| 2013 | Tirana                 | Julija Paratova       | Svetlana Čeremšanova  | Maja Ivanova            |
| 2014 | Tel Aviv               | Ayşegül Çoban         | Julija Paratova       | Maja Ivanova            |
| 2015 | Tbilisi                | Julija Paratova       | Julia Schwarzbach     | Ayşegül Çoban           |
| 2016 | Førde                  | Cristina Iovu         | Julija Paratova       | Rebeka Koha             |
| 2017 | Spalato                | Joanna Łochowska      | Atenery Hernández     | Ljudmila Pankova        |
| 2018 | Bucarest               | Joanna Łochowska      | Jennifer Lombardo     | Giorgia Russo           |
| 2019 | Batumi                 | Joanna Łochowska      | Svetlana Eršova       | Kristina Novickaja      |
| 2021 | Mosca                  | Kamila Konotop        | Svetlana Eršova       | Nina Sterckx            |
| 2022 | Tirana                 | Evagjelia Veli        | Kamila Konotop        | Nina Sterckx            |
| 2023 | Erevan                 | Andreea Cotruţa       | Svitlana Samuljak     | Izabella Yaylyan        |
| 2024 | Sofia                  | Alek‘sandra Grigoryan | Celine Ludovica Delia | Sol Anette Waaler       |
| 2025 | Chișinău               | Garance Rigaud        | Alek‘sandra Grigoryan | Ol'ha Ivženko           |

## Pesi leggeri
La categoria dei pesi leggeri è stata sempre inclusa nel programma e ha cambiato per cinque volte il limite di peso.
Cronologia limite peso
| Limite       | Periodo   |
| ------------ | --------- |
| Fino a 56 kg | 1988–1992 |
| Fino a 59 kg | 1993–1997 |
| Fino a 58 kg | 1998–2018 |
| Fino a 59 kg | 2019–2025 |
| Fino a 58 kg | 2026–     |

Albo d'oro
| Anno | Luogo                  | Oro                   | Argento               | Bronzo                |
| ---- | ---------------------- | --------------------- | --------------------- | --------------------- |
| 1988 | Città di San Marino    | Marie Fortheath       | Stéphanie Genna       | Heather Allison       |
| 1989 | Manchester             | Žaneta Georgieva      | Sandra Gómez          | Stéphanie Genna       |
| 1990 | Santa Cruz de Tenerife | Neli Jankova          | Gergana Kirilova      | Sandra Gómez          |
| 1991 | Varna                  | Neli Jankova          | Monserrat Rodríguez   | Sandra Gómez          |
| 1992 | Loures                 | Žaneta Georgieva      | Ljubov' Petruchina    | Svetlana Adam         |
| 1993 | Valencia               | Gergana Kirilova      | Timea Raj             | Diana Greenidge       |
| 1994 | Roma                   | Gergana Kirilova      | Bénédicte Comblez     | Diana Greenidge       |
| 1995 | Beer Sheva             | Maria Christoforidou  | Tat'jana Tezikova     | Christina Iōannidī    |
| 1996 | Praga                  | Fatma Kabadayi        | Maria Christoforidou  | Hatice Demiroz        |
| 1997 | Siviglia               | Fatma Kabadayi        | Maria Christoforidou  | Josefa Perez          |
| 1998 | Riesa                  | Neli Jankova          | Dominika Misterska    | Maria Christoforidou  |
| 1999 | La Coruña              | Neli Jankova          | Ingrid Fevre          | Marieta Gotfryd       |
| 2000 | Sofia                  | Neli Jankova          | Aleksandra Klejnowska | Natalija Skakun       |
| 2001 | Trenčín                | Aleksandra Klejnowska | Marieta Gotfryd       | Döndü Ay              |
| 2002 | Adalia                 | Neli Jankova          | Henrietta Ráki        | Marieta Gotfryd       |
| 2003 | Loutraki               | Aylin Daşdelen        | Emine Bilgin          | Michaela Breeze       |
| 2004 | Kiev                   | Aleksandra Klejnowska | Aylin Daşdelen        | Zlatina Atanasova     |
| 2005 | Sofia                  | Marina Šainova        | Aleksandra Klejnowska | Marieta Gotfryd       |
| 2006 | Władysławowo           | Marina Šainova        | Fetije Kasaj          | Aleksandra Klejnowska |
| 2007 | Strasburgo             | Marina Šainova        | Ruth Kasirye          | Aleksandra Klejnowska |
| 2008 | Lignano Sabbiadoro     | Aleksandra Klejnowska | Romela Begaj          | Roxana Cocoș          |
| 2009 | Bucarest               | Anastasija Novikava   | Julija Kalina         | Romela Begaj          |
| 2010 | Minsk                  | Anastasija Novikava   | Romela Begaj          | Marieta Gotfryd       |
| 2011 | Kazan'                 | Anastasija Novikava   | Julija Paratova       | Aleksandra Klejnowska |
| 2012 | Adalia                 | Bojanka Kostova       | Romela Begaj          | Elena Šadrina         |
| 2013 | Tirana                 | Alena Čyčkan          | Loredana Toma         | Romela Begaj          |
| 2014 | Tel Aviv               | Elena Šadrina         | Loredana Toma         | Zoe Smith             |
| 2015 | Tbilisi                | Bojanka Kostova       | Irina Lepșa           | Aleksandra Klejnowska |
| 2016 | Førde                  | Bojanka Kostova       | Irina Lepșa           | Joanna Łochowska      |
| 2017 | Spalato                | Natal'ja Chlёstkina   | Rebeka Koha           | Mădălina Molie        |
| 2018 | Bucarest               | Rebeka Koha           | Angelica Roos         | Andreea Penciu        |
| 2019 | Batumi                 | Rebeka Koha           | Tat'jana Aleeva       | Aleksandra Kozlova    |
| 2021 | Mosca                  | Ol'ga Tё              | Dora Tchakounté       | Aleksandra Kozlova    |
| 2022 | Tirana                 | Dora Tchakounté       | Lucrezia Magistris    | Ine Andersson         |
| 2023 | Erevan                 | Kamila Konotop        | Nina Sterckx          | Nadija Špyl'ka        |
| 2024 | Sofia                  | Kamila Konotop        | Dora Tchakounté       | Saara Retulainen      |
| 2025 | Chișinău               | Andreea Cotruța       | Nina Sterckx          | Rebeka Ibrahima       |

## Pesi medi
La categoria dei pesi medi è stata sempre inclusa nel programma e ha cambiato per cinque volte il limite di peso.
Cronologia limite peso
| Limite       | Periodo   |
| ------------ | --------- |
| Fino a 60 kg | 1988–1992 |
| Fino a 64 kg | 1993–1997 |
| Fino a 63 kg | 1998–2018 |
| Fino a 64 kg | 2019–2025 |
| Fino a 63 kg | 2026–     |

Albo d'oro
| Anno | Luogo                  | Oro                  | Argento              | Bronzo              |
| ---- | ---------------------- | -------------------- | -------------------- | ------------------- |
| 1988 | Città di San Marino    | Maria Christoforidou | Kristiana Koleva     | Ibolya Torma        |
| 1989 | Manchester             | Kamelija Nikolaeva   | Daniela Kerkelova    | Annette Campbell    |
| 1990 | Santa Cruz de Tenerife | Maria Christoforidou | Daniela Kerkelova    | Annette Campbell    |
| 1991 | Varna                  | Maria Christoforidou | Daniela Kerkelova    | Véronique Roche     |
| 1992 | Loures                 | Gergana Kirilova     | Maria Christoforidou | Erzsébet Márkus     |
| 1993 | Valencia               | Maria Christoforidou | Erzsébet Márkus      | Stefanie Utsch      |
| 1994 | Roma                   | Daniela Kerkelova    | Erzsébet Márkus      | Alexia Papageorgiou |
| 1995 | Beer Sheva             | Bénédicte Comblez    | Erzsébet Márkus      | Svetlana Chabirova  |
| 1996 | Praga                  | Gergana Kirilova     | Iōanna Chatzīiōannou | Tat'jana Tezikova   |
| 1997 | Siviglia               | Iōanna Chatzīiōannou | Erzsébet Márkus      | Tat'jana Tezikova   |
| 1998 | Riesa                  | Gergana Kirilova     | Valentina Popova     | Josefa Pérez        |
| 1999 | La Coruña              | Valentina Popova     | Iōanna Chatzīiōannou | Gergana Kirilova    |
| 2000 | Sofia                  | Valentina Popova     | Josefa Pérez         | Veronika Buronova   |
| 2001 | Trenčín                | Valentina Popova     | Dominika Misterska   | Natalija Skakun     |
| 2002 | Adalia                 | Natalija Skakun      | Anastasia Tsakirī    | Gergana Kirilova    |
| 2003 | Loutraki               | Anastasia Tsakirī    | Gergana Kirilova     | Zlatina Atanasova   |
| 2004 | Kiev                   | Gergana Kirilova     | Dominika Misterska   | Anastasia Tsakirī   |
| 2005 | Sofia                  | Svetlana Šimkova     | Dominika Misterska   | Gergana Kirilova    |
| 2006 | Władysławowo           | Svetlana Šimkova     | Hanna Bacjuška       | Vanda Maslovs'ka    |
| 2007 | Strasburgo             | Meline Daluzyan      | Sibel Şimşek         | Hanna Bacjuška      |
| 2008 | Lignano Sabbiadoro     | Meline Daluzyan      | Sibel Şimşek         | Milka Maneva        |
| 2009 | Bucarest               | Sibel Şimşek         | Ruth Kasirye         | Svetlana Carukaeva  |
| 2010 | Minsk                  | Sibel Şimşek         | Svetlana Carukaeva   | Roxana Cocoș        |
| 2011 | Kazan'                 | Marina Šainova       | Svetlana Carukaeva   | Sibel Şimşek        |
| 2012 | Adalia                 | Sibel Şimşek         | Nikoletta Nagy       | Neslihan Okumuş     |
| 2013 | Tirana                 | Milka Maneva         | Irina Lepșa          | Anna Leśniewska     |
| 2014 | Tel Aviv               | Tima Turieva         | Nadežda Lomova       | Julija Kalina       |
| 2015 | Tbilisi                | Julija Kalina        | Nadežda Lichačёva    | Giorgia Bordignon   |
| 2016 | Førde                  | Natal'ja Chlёstkina  | Diana Achmetova      | Giorgia Bordignon   |
| 2017 | Spalato                | Loredana Toma        | Tat'jana Aleeva      | Tima Turieva        |
| 2018 | Bucarest               | Loredana Toma        | Irina Lepșa          | Anni Vuohijoki      |
| 2019 | Batumi                 | Loredana Toma        | Irina Lepșa          | Zoe Smith           |
| 2021 | Mosca                  | Loredana Toma        | Sarah Davies         | Anastasija Anzorova |
| 2022 | Tirana                 | Marija Hanhur        | Nuray Güngör         | Vicky Graillot      |
| 2023 | Erevan                 | Nuray Güngör         | Marija Hanhur        | Zoe Smith           |
| 2024 | Sofia                  | Hanna Davydova       | Svitlana Samuljak    | Wiktoria Wołk       |
| 2025 | Chișinău               | Sarah Davies         | Aysel Özkan          | Svitlana Moskvina   |

## Pesi massimi leggeri
La categoria dei pesi massimi leggeri è stata sempre inclusa nel programma e ha cambiato per cinque volte il limite di peso.
Cronologia limite peso
| Limite         | Periodo   |
| -------------- | --------- |
| Fino a 67,5 kg | 1988–1992 |
| Fino a 70 kg   | 1993–1997 |
| Fino a 69 kg   | 1998–2018 |
| Fino a 71 kg   | 2019–2025 |
| Fino a 69 kg   | 2026–     |

Albo d'oro
| Anno | Luogo                  | Oro                        | Argento             | Bronzo                 |
| ---- | ---------------------- | -------------------------- | ------------------- | ---------------------- |
| 1988 | Città di San Marino    | Vălkana Toševa             | Kamelija Nikolaeva  | Anikó Triff-Árkosi     |
| 1989 | Manchester             | Mária Takács               | Vălkana Toševa      | Maria Dolores Martinez |
| 1990 | Santa Cruz de Tenerife | Milena Trendafilova        | Jeanette Rose       | María Dolores Martínez |
| 1991 | Varna                  | Jeanette Rose              | Mária Takács        | Susanna Samuelsson     |
| 1992 | Loures                 | Milena Trendafilova        | Jeanette Rose       | María Dolores Martínez |
| 1993 | Valencia               | Milena Trendafilova        | Mária Takács        | Daniela Kerkelova      |
| 1994 | Roma                   | Milena Trendafilova        | Theodula Spanou     | Ilona Dankó            |
| 1995 | Beer Sheva             | Irina Kasimova             | Aigul Gafarova      | Maria Tatsī            |
| 1996 | Praga                  | Şule Şahbaz                | Aysel Özgür         | Irina Kasimova         |
| 1997 | Siviglia               | Şule Şahbaz                | Irina Kasimova      | Ilona Dankó            |
| 1998 | Riesa                  | Erzsébet Márkus            | Svetlana Chabirova  | Beata Prej             |
| 1999 | La Coruña              | Milena Trendafilova        | Irina Kasimova      | Beata Prej             |
| 2000 | Sofia                  | Milena Trendafilova        | Daniela Kerkelova   | Irina Kasimova         |
| 2001 | Trenčín                | Vanda Maslovs'ka           | Milena Trendafilova | Kleanthi Milona        |
| 2002 | Adalia                 | Valentina Popova           | Svetlana Chabirova  | Maria Tatsī            |
| 2003 | Loutraki               | Valentina Popova           | Milena Trendafilova | Zarema Kasaeva         |
| 2004 | Kiev                   | Sibel Şimşek               | Tat'jana Matveeva   | Vanda Maslovs'ka       |
| 2005 | Sofia                  | Zarema Kasaeva             | Ol'ga Kiselёva      | Natalija Davydova      |
| 2006 | Władysławowo           | Tat'jana Matveeva          | Natalija Davydova   | Dominika Misterska     |
| 2007 | Strasburgo             | Oksana Slivenko            | Nazik Avdalyan      | Natalija Davydova      |
| 2008 | Lignano Sabbiadoro     | Nazik Avdalyan             | Tat'jana Matveeva   | Slavejka Ružinska      |
| 2009 | Bucarest               | Oksana Slivenko            | Nazik Avdalyan      | Tat'jana Matveeva      |
| 2010 | Minsk                  | Oksana Slivenko            | Meline Daluzyan     | Julija Artemova        |
| 2011 | Kazan'                 | Oksana Slivenko            | Tat'jana Matveeva   | Eszter Krutzler        |
| 2012 | Adalia                 | Oksana Slivenko            | Roxana Cocoș        | Viktorija Savenko      |
| 2013 | Tirana                 | Oksana Slivenko            | Dzina Sazanavec     | Nadija Myronjuk        |
| 2014 | Tel Aviv               | Dzina Sazanavec            | Milka Maneva        | Nadija Myronjuk        |
| 2015 | Tbilisi                | Dzina Sazanavec            | Jana Kondrašova     | Anastassiya Ibrahimli  |
| 2016 | Førde                  | Nazik Avdalyan             | Dar'ja Pačabut      | Rebekah Tiler          |
| 2017 | Spalato                | Anastasija Romanova        | Marija Chljan       | Anastasija Michalenka  |
| 2018 | Bucarest               | Patricia Strenius          | Giorgia Bordignon   | Patrycja Piechowiak    |
| 2019 | Batumi                 | Anastasija Romanova        | Emily Godley        | Mădălina Molie         |
| 2021 | Mosca                  | Emily Muskett              | Alessia Durante     | Raluca Olaru           |
| 2022 | Tirana                 | Patricia Strenius          | Lisa Schweizer      | Monika Marach          |
| 2023 | Erevan                 | Loredana Toma              | Giulia Miserendino  | Sarah Davies           |
| 2024 | Sofia                  | Loredana Toma              | Sjuzanna Valodz'ka  | Lisa Schweizer         |
| 2025 | Chișinău               | Eygló Fanndal Sturludóttir | Zarina Gusalova     | Sjuzanna Valodz'ka     |

## Pesi mediomassimi
La categoria dei pesi mediomassimi non venne inclusa nel programma dal 1998 al 2016. Ha cambiato per cinque volte il limite di peso ed è stata presente per 18 edizioni.
Cronologia limite peso
| Limite       | Periodo   |
| ------------ | --------- |
| Fino a 75 kg | 1988–1992 |
| Fino a 76 kg | 1993–1997 |
| Fino a 75 kg | 2017–2018 |
| Fino a 76 kg | 2019–2025 |
| Fino a 77 kg | 2026–     |

Albo d'oro
| Anno | Luogo                  | Oro                    | Argento                | Bronzo                 |
| ---- | ---------------------- | ---------------------- | ---------------------- | ---------------------- |
| 1988 | Città di San Marino    | Milena Trendafilova    | Senka Asenova          | Klára Kollmann         |
| 1989 | Manchester             | Milena Trendafilova    | Susanna Samuelsson     | Sandra Smith-Vokroy    |
| 1990 | Santa Cruz de Tenerife | Mária Takács           | Susanna Samuelsson     | Theodula Spanou        |
| 1991 | Varna                  | Milena Trendafilova    | Panagiota Antonopoulou | Line Mary              |
| 1992 | Loures                 | Panagiota Antonopoulou | Mária Takács           | Senka Asenova          |
| 1993 | Valencia               | Senka Asenova          | Panagiota Antonopoulou | Vălkana Toševa         |
| 1994 | Roma                   | Mária Takács           | Derya Açıkgöz          | Irina Kasimova         |
| 1995 | Beer Sheva             | Al'bina Chomič         | Mária Takács           | Panagiota Antonopoulou |
| 1996 | Praga                  | Mária Takács           | Derya Açıkgöz          | Panagiota Antonopoulou |
| 1997 | Siviglia               | Aysel Özgür            | Mária Takács           | Mónica Carrió          |
| 2017 | Spalato                | Lidia Valentín         | Marija Vostrikova      | Sona Poghosyan         |
| 2018 | Bucarest               | Lidia Valentín         | Gaëlle Nayo-Ketchanke  | Meri Ilmarinen         |
| 2019 | Batumi                 | Dar'ja Navumava        | Lidia Valentín         | Patricia Strenius      |
| 2021 | Mosca                  | Iryna Decha            | Jana Sotieva           | Anastasija Romanova    |
| 2022 | Tirana                 | Marie Fegue            | Daniela Ivanova        | Dilara Uçan            |
| 2023 | Erevan                 | Marie Fegue            | Tat‘ev Hakobyan        | Daniela Ivanova        |
| 2024 | Sofia                  | Genna Toko Kegne       | Nicole Rubanovich      | Lara Dancz             |
| 2025 | Chișinău               | Genna Toko Kegne       | Anna Amroyan           | Celia Gold             |

## Pesi massimi primi
La categoria dei pesi massimi primi non venne inclusa nel programma dal 1988 al 2018. È stata presente per 6 edizioni.
Cronologia limite peso
| Limite       | Periodo   |
| ------------ | --------- |
| Fino a 81 kg | 2019–2025 |

Albo d'oro

## Pesi massimi
La categoria dei pesi massimi è stata sempre inclusa nel programma e ha cambiato per sei volte il limite di peso.
Cronologia limite peso
| Limite         | Periodo   |
| -------------- | --------- |
| Fino a 82,5 kg | 1988–1992 |
| Fino a 83 kg   | 1993–1997 |
| Fino a 75 kg   | 1998–2016 |
| Fino a 90 kg   | 2017–2018 |
| Fino a 87 kg   | 2019–2025 |
| Fino a 86 kg   | 2026–     |

Albo d'oro
| Anno | Luogo                  | Oro                  | Argento                | Bronzo                |
| ---- | ---------------------- | -------------------- | ---------------------- | --------------------- |
| 1988 | Città di San Marino    | Miglena Maleškova    | Maria Ivanova          | Sandra Vokroy         |
| 1989 | Manchester             | Judith Oakes         | Erika Takács           | Mima Martekeva        |
| 1990 | Santa Cruz de Tenerife | Judith Oakes         | Vălkana Toševa         | Karoliina Leppäluoto  |
| 1991 | Varna                  | Karoliina Leppäluoto | Veronika Tóbiás        | Veneta Genova         |
| 1992 | Loures                 | Karoliina Leppäluoto | Monique Riesterer      | Line Mary             |
| 1993 | Valencia               | Theodula Spanou      | Karoliina Lundahl      | Line Mary             |
| 1994 | Roma                   | Karoliina Lundahl    | Panagiota Antonopoulou | Venera Mannanova      |
| 1995 | Beer Sheva             | Alla Fёdorova        | Monique Riesterer      | Line Mary             |
| 1996 | Praga                  | Al'bina Chomič       | Monique Riesterer      | Karoliina Lundahl     |
| 1997 | Siviglia               | Derya Açıkgöz        | Al'bina Chomič         | Monique Riesterer     |
| 1998 | Riesa                  | Mária Takács         | Ilona Dankó            | Mónica Carrió         |
| 1999 | La Coruña              | Radomíra Ševčíková   | Şule Şahbaz            | Karoliina Lundahl     |
| 2000 | Sofia                  | Svetlana Chabirova   | Venera Mannanova       | Beata Prei            |
| 2001 | Trenčín                | Gyöngyi Likerecz     | Ilona Dankó            | Karoliina Lundahl     |
| 2002 | Adalia                 | Şule Şahbaz          | Aysel Özgür            | Ilona Dankó           |
| 2003 | Loutraki               | Natal'ja Zabolotnaja | Rumjana Petkova        | Christina Iōannidī    |
| 2004 | Kiev                   | Svetlana Podobedova  | Şule Şahbaz            | Christina Iōannidī    |
| 2005 | Sofia                  | Svetlana Podobedova  | Valentina Popova       | Rumjana Petkova       |
| 2006 | Władysławowo           | Natal'ja Zabolotnaja | Hripsime Khurshudyan   | Nadija Myronjuk       |
| 2007 | Strasburgo             | Hripsime Khurshudyan | Tat'jana Matveeva      | Lidia Valentín        |
| 2008 | Lignano Sabbiadoro     | Natal'ja Zabolotnaja | Lidia Valentín         | Yvonne Kranz          |
| 2009 | Bucarest               | Natal'ja Zabolotnaja | Hripsime Khurshudyan   | Lidia Valentín        |
| 2010 | Minsk                  | Natal'ja Zabolotnaja | Nadežda Evstjuchina    | Lidia Valentín        |
| 2011 | Kazan'                 | Nadežda Evstjuchina  | Natal'ja Zabolotnaja   | Lidia Valentín        |
| 2012 | Adalia                 | Ol'ga Zubova         | Lidia Valentín         | Rumjana Petkova       |
| 2013 | Tirana                 | Nadežda Evstjuchina  | Lidia Valentín         | Malgorzata Wiejak     |
| 2014 | Tel Aviv               | Lidia Valentín       | Oksana Karpunenko      | Ewa Mizdal            |
| 2015 | Tbilisi                | Lidia Valentín       | Gaëlle Nayo-Ketchanke  | Dar'ja Pačabut        |
| 2016 | Førde                  | Iryna Decha          | Gaëlle Nayo-Ketchanke  | Natalia Priscepa      |
| 2017 | Spalato                | Diana Mstieva        | Valentyna Kisil'       | Tat‘ev Hakobyan       |
| 2018 | Bucarest               | Anastasija Hotfrid   | Sarah Fischer          | Kinga Kaczmarczyk     |
| 2019 | Batumi                 | Ksenija Paschina     | Diana Mstieva          | Sarah Fischer         |
| 2021 | Mosca                  | Dar'ja Achmerova     | Elena Cîlcic           | Dar'ja Rjazanova      |
| 2022 | Tirana                 | Solfrid Koanda       | Anastasija Manjevs'ka  | Anastasija Hotfrid    |
| 2023 | Erevan                 | Solfrid Koanda       | Anastasija Manjevs'ka  | Hripsime Khurshudyan  |
| 2024 | Sofia                  | Solfrid Koanda       | Anastasija Manjevs'ka  | Hripsime Khurshudyan  |
| 2025 | Chișinău               | Solfrid Koanda       | Liana Gyurjyan         | Anastasija Manievs'ka |

## Pesi supermassimi
La categoria dei pesi supermassimi è stata sempre inclusa nel programma e ha cambiato per sei volte il limite di peso.
Cronologia limite peso
| Limite            | Periodo   |
| ----------------- | --------- |
| Oltre gli 82,5 kg | 1988–1992 |
| Oltre gli 83 kg   | 1993–1997 |
| Oltre i 75 kg     | 1998–2016 |
| Oltre i 90 kg     | 2017–2018 |
| Oltre gli 87 kg   | 2019–2025 |
| Oltre gli 86 kg   | 2026–     |

Albo d'oro
| Anno | Luogo                  | Oro                     | Argento                | Bronzo                   |
| ---- | ---------------------- | ----------------------- | ---------------------- | ------------------------ |
| 1988 | Città di San Marino    | Erika Takács            | Snežana Vasileva       | Veronika Tóbiás          |
| 1989 | Manchester             | Hristina Ilieva         | Ulrike Herchenhein     | Maggie Lynes             |
| 1990 | Santa Cruz de Tenerife | Hristina Ilieva         | Maggie Lynes           | Veronika Tóbiás          |
| 1991 | Varna                  | Erika Takács            | Soňa Vašíčková         | Sylvie Iskin             |
| 1992 | Loures                 | Ljubov Hryhurko         | Erika Takács           | Soňa Vašíčková           |
| 1993 | Valencia               | Myrtle Augee            | Natal'ja Čirjaeva      | Bernadette Nagy          |
| 1994 | Roma                   | Ljubov Hryhurko         | Myrtle Augee           | Erika Takács             |
| 1995 | Beer Sheva             | Myrtle Augee            | Veronika Tóbiás        | Erika Takács             |
| 1996 | Praga                  | Nurcihan Gönül          | Sylvie Iskin           | Erika Takács             |
| 1997 | Siviglia               | Nurcihan Gönül          | Stamatia Bontozi       | Katarina Sederholm       |
| 1998 | Riesa                  | Monique Riesterer       | Erika Takács           | Agata Wróbel             |
| 1999 | La Coruña              | Agata Wróbel            | Al'bina Chomič         | Viktorija Rudenok        |
| 2000 | Sofia                  | Viktorija Rudenok       | Monique Riesterer      | Al'bina Chomič           |
| 2001 | Trenčín                | Al'bina Chomič          | Viktória Varga         | Viktorija Šajmardanova   |
| 2002 | Adalia                 | Agata Wróbel            | Viktória Varga         | Al'bina Chomič           |
| 2003 | Loutraki               | Al'bina Chomič          | Agata Wróbel           | Derya Açıkgöz            |
| 2004 | Kiev                   | Agata Wróbel            | Viktorija Šajmardanova | Derya Açıkgöz            |
| 2005 | Sofia                  | Julija Dovhal'          | Jordanka Apostolova    | Aikaterini Roditi        |
| 2006 | Władysławowo           | Ol'ha Korobka           | Natal'ja Gagarina      | Jordanka Apostolova      |
| 2007 | Strasburgo             | Ol'ha Korobka           | Kacjaryna Škuratava    | Julija Dovhal'           |
| 2008 | Lignano Sabbiadoro     | Ol'ha Korobka           | Julija Dovhal'         | Magdalena Ufnal          |
| 2009 | Bucarest               | Tat'jana Kaširina       | Natal'ja Gagarina      | Julija Dovhal'           |
| 2010 | Minsk                  | Tat'jana Kaširina       | Vol'ha Knjažyšča       | Ümmühan Uçar             |
| 2011 | Kazan'                 | Tat'jana Kaširina       | Ümmühan Uçar           | Kathleen Schöppe         |
| 2012 | Adalia                 | Tat'jana Kaširina       | Julija Konovalova      | Julija Dovhal'           |
| 2013 | Tirana                 | Sabina Bagińska         | Hanna Kozenko          | Krisztina Magát          |
| 2014 | Tel Aviv               | Tat'jana Kaširina       | Julija Konovalova      | Andreea Aanei            |
| 2015 | Tbilisi                | Tat'jana Kaširina       | Anastasija Lysenko     | Andreea Aanei            |
| 2016 | Førde                  | Anastasija Hotfrid      | Mercy Brown            | Aleksandra Mierzejeweska |
| 2017 | Spalato                | Tat'jana Kaširina       | Anastasija Lysenko     | Krisztina Magát          |
| 2018 | Bucarest               | Aleksandra Mierzejewska | Krisztina Magát        | Andreea Aanei            |
| 2019 | Batumi                 | Tat'jana Kaširina       | Anastasija Lysenko     | Emily Campbell           |
| 2021 | Mosca                  | Emily Campbell          | Anastasija Lysenko     | Melike Günal             |
| 2022 | Tirana                 | Emily Campbell          | Melike Günal           | Sarah Fischer            |
| 2023 | Erevan                 | Emily Campbell          | Anastasija Hotfrid     | Valentyna Kisil'         |
| 2024 | Sofia                  | Emily Campbell          | Anastasija Hotfrid     | Fatmagül Çevik           |
| 2025 | Chișinău               | Emily Campbell          | Kiara Klug             | Valentyna Kisil'         |

## Medagliere
Il medagliere femminile è aggiornato ai campionati europei del 2025. In corsivo sono indicate le nazioni o le entità nazionali non più esistenti.
| Posiz.              | Nazione                           | Oro | Argento | Bronzo | Totale |
| ------------------- | --------------------------------- | --- | ------- | ------ | ------ |
| 1                   | Bulgaria                          | 54  | 33      | 25     | 112    |
| 2                   | Russia                            | 51  | 47      | 25     | 123    |
| 3                   | Turchia                           | 33  | 26      | 19     | 78     |
| 4                   | Ucraina                           | 24  | 28      | 24     | 76     |
| 5                   | Romania                           | 18  | 11      | 13     | 42     |
| 6                   | Polonia                           | 15  | 11      | 24     | 50     |
| 7                   | Ungheria                          | 14  | 23      | 21     | 58     |
| 8                   | Regno Unito                       | 14  | 10      | 15     | 39     |
| 9                   | Grecia                            | 11  | 13      | 18     | 42     |
| 10                  | Spagna                            | 9   | 20      | 29     | 58     |
| 11                  | Bielorussia                       | 7   | 5       | 7      | 19     |
| 12                  | Italia                            | 6   | 12      | 13     | 31     |
| 13                  | Francia                           | 6   | 11      | 12     | 29     |
| 14                  | Armenia                           | 6   | 9       | 7      | 22     |
| 15                  | Norvegia                          | 4   | 2       | 2      | 8      |
| 16                  | Finlandia                         | 3   | 3       | 10     | 16     |
| 17                  | Azerbaigian                       | 3   | 0       | 3      | 6      |
| 18                  | Germania                          | 2   | 10      | 7      | 19     |
| 19                  | Lettonia                          | 2   | 2       | 3      | 7      |
| 20                  | Moldavia                          | 2   | 2       | 2      | 6      |
| 21                  | Georgia                           | 2   | 2       | 1      | 5      |
| 22                  | Svezia                            | 2   | 1       | 1      | 4      |
| 23                  | Albania                           | 1   | 4       | 2      | 7      |
| 24                  | Portogallo                        | 1   | 3       | 2      | 6      |
| 25                  | Rep. Ceca                         | 1   | 1       | 2      | 4      |
| 26                  | Comunità degli Stati Indipendenti | 1   | 1       | 1      | 3      |
| 27                  | Islanda                           | 1   | 0       | 0      | 1      |
| 28                  | Belgio                            | 0   | 3       | 2      | 5      |
| 29                  | Slovacchia                        | 0   | 2       | 1      | 3      |
| –                   | Atleti Individuali Neutrali       | 0   | 2       | 1      | 3      |
| 30                  | Austria                           | 0   | 1       | 3      | 4      |
| 31                  | Israele                           | 0   | 1       | 1      | 2      |
| 32                  | Serbia                            | 0   | 0       | 2      | 2      |
| 33                  | Irlanda                           | 0   | 0       | 1      | 1      |
| Totale (33 nazioni) | Totale (33 nazioni)               | 293 | 299     | 299    | 891    |

## Plurimedagliate
La tabella mostra coloro che hanno vinto almeno 4 medaglie d'oro nel risultato totale. Il grassetto indica le sollevatrici di pesi attive e il numero di medaglie più alto tra tutte le sollevatrici di pesi (comprese quelle non incluse in queste tabelle) per tipo.
| Pos. | Atleta                    | Nazione     | Limiti peso                           | Periodo   | Oro | Arg | Bro | Tot |
| ---- | ------------------------- | ----------- | ------------------------------------- | --------- | --- | --- | --- | --- |
| 1    | Milena Trendafilova       | Bulgaria    | 67,5 kg / 69 kg / 70 kg / 75 kg       | 1988–2003 | 9   | 2   | 0   | 11  |
| 1    | Neli Jankova              | Bulgaria    | 52 kg / 54 kg / 56 kg / 58 kg         | 1990–2002 | 9   | 2   | 0   | 11  |
| 3    | Izabela Rifatova Dragneva | Bulgaria    | 48 kg / 50 kg / 53 kg                 | 1991–2004 | 7   | 2   | 0   | 9   |
| 4    | Donka Minčeva             | Bulgaria    | 46 kg / 48 kg                         | 1991–2005 | 7   | 1   | 2   | 10  |
| 5    | Gergana Kirilova          | Bulgaria    | 56 kg / 59 kg / 60 kg / 63 kg / 64 kg | 1990–2005 | 6   | 2   | 3   | 11  |
| 6    | Loredana Toma             | Romania     | 58 kg / 63 kg / 64 kg / 71 kg         | 2013–2024 | 6   | 2   | 0   | 8   |
| 7    | Mária Takács              | Ungheria    | 67,5 kg / 70 kg / 75 kg / 76 kg       | 1989–1998 | 5   | 5   | 0   | 10  |
| 8    | Maria Christoforidou      | Grecia      | 58 kg / 59 kg / 60 kg / 64 kg         | 1988–1998 | 5   | 3   | 1   | 9   |
| 9    | Valentina Popova          | Bulgaria    | 63 kg / 69 kg / 75 kg                 | 1998–2005 | 5   | 2   | 0   | 7   |
| 10   | Csilla Földi              | Ungheria    | 44 kg / 46 kg / 50 kg                 | 1989–1996 | 5   | 1   | 2   | 8   |
| 11   | Natal'ja Zabolotnaja      | Russia      | 75 kg                                 | 2003–2011 | 5   | 1   | 0   | 6   |
| 12   | Emily Campbell            | Regno Unito | +87 kg                                | 2019–2025 | 5   | 0   | 1   | 6   |
| 13   | Tat'jana Kaširina         | Russia      | +75 kg / +87 kg                       | 2009–2019 | 5   | 0   | 0   | 5   |
| 14   | Lidia Valentín            | Spagna      | 75 kg / 76 kg                         | 2007–2019 | 4   | 4   | 3   | 11  |
| 15   | Aylin Daşdelen            | Turchia     | 53 kg / 58 kg                         | 2002–2012 | 4   | 3   | 0   | 7   |
| 16   | Aleksandra Klejnowska     | Polonia     | 58 kg                                 | 2000–2015 | 4   | 2   | 4   | 10  |
| 17   | Al'bina Chomič            | Russia      | +75 kg / 76 kg / 83 kg                | 1995–2003 | 4   | 2   | 2   | 8   |
| 18   | Sibel Şimşek              | Turchia     | 63 kg / 69 kg                         | 2004–2012 | 4   | 2   | 1   | 7   |
| 19   | Žaneta Georgieva          | Bulgaria    | 52 kg / 54 kg / 56 kg                 | 1989–1994 | 4   | 1   | 1   | 6   |
| 20   | Marina Šainova            | Russia      | 58 kg / 63 kg                         | 2005–2011 | 4   | 0   | 0   | 4   |
| 20   | Oksana Slivenko           | Russia      | 69 kg                                 | 2007–2011 | 4   | 0   | 0   | 4   |
| 20   | Iryna Decha               | Ucraina     | 75 kg / 76 kg / 81 kg                 | 2016–2023 | 4   | 0   | 0   | 4   |
| 20   | Solfrid Koanda            | Norvegia    | 87 kg                                 | 2022–2025 | 4   | 0   | 0   | 4   |